# Riemann-Stieltjes-integraal
In de integraalrekening, een deelgebied van de wiskunde, is de Riemann-Stieltjes-integraal, of kort de Stieltjesintegraal een generalisatie van de Riemann-integraal. De integraal is genoemd naar de Duitse wiskundige Bernhard Riemann en de Nederlandse wiskundige Thomas Stieltjes. Stieltjesintegralen maken gebruik van een zogenaamde integrator, een functie die bepaalt hoe sterk een functiewaarde van de integrand meetelt in de integraal. De rol van de integrator kan goed begrepen worden als deze differentieerbaar is, want in dat geval speelt de afgeleide de rol van gewichtsfunctie.
In de Riemannintegraal van de functie {\displaystyle f} wordt de bijdrage van een deelinterval {\displaystyle [x_{i-1},x_{i}]} benaderd door een rechthoek(je) met breedte {\displaystyle x_{i}-x_{i-1}} en hoogte {\displaystyle f(t_{i}),} waarin {\displaystyle t_{i}} een punt in het deelinterval is. De Stieltjesintegraal met integrator {\displaystyle h} benadert de bijdrage van het genoemde deelinterval door een rechthoek ook met hoogte {\displaystyle f(t_{i})}, maar met een breedte {\displaystyle h(x_{i})-h(x_{i-1}).} Als {\displaystyle h} differentieerbaar is, kan voor deze breedte geschreven worden:
{\displaystyle h(x_{i})-h(x_{i-1})\approx h'(t_{i})(x_{i}-x_{i-1})},
waaruit we kunnen zien dat de afgeleide van de integrator als gewichtsfunctie fungeert.

## Definitie
Laat de integrand {\displaystyle f} een begrensde en de integrator {\displaystyle h} een monotoon niet-dalende functie op het interval {\displaystyle [a,b]} zijn. Een verdeling {\displaystyle V} van het interval {\displaystyle [a,b]} is een eindige rij getallen van de vorm:
{\displaystyle a=x_{0}<x_{1}<x_{2}<\ldots <x_{n}=b}.
Elk interval {\displaystyle [x_{i-1},x_{i}]} heet een deelinterval van de verdeling.
Met betrekking tot de verdeling {\displaystyle V} en de integrator {\displaystyle h} is:
de Stieltjesbovensom van {\displaystyle f}
{\displaystyle {\overline {S}}(f,h,V)=\sum _{i=1}^{n}M_{i}(h(x_{i})-h(x_{i-1}))}
en de Stieltjesondersom van {\displaystyle f}
{\displaystyle {\underline {S}}(f,h,V)=\sum _{i=1}^{n}m_{i}(h(x_{i})-h(x_{i-1}))}.
Daarin zijn:
{\displaystyle {\begin{aligned}M_{i}=\sup _{x\in [x_{i-1},x_{i}]}f(x),\\m_{i}=\inf _{x\in [x_{i-1},x_{i}]}f(x).\end{aligned}}}

### Riemann-Stieltjes-integraal
De integrand {\displaystyle f} heet Riemann-Stieltjes-integreerbaar ten opzichte van {\displaystyle h}, met integraal {\displaystyle L} als 
{\displaystyle \inf _{V}{\overline {S}}(f,h,V)=\sup _{V}{\underline {S}}(f,h,V)=L}
Deze integraal wordt aangeduid door
{\displaystyle \int _{a}^{b}\!\!f(x)\mathrm {d} h(x)},
of soms kort door
{\displaystyle \int _{a}^{b}\!\!f\mathrm {d} h}.

## Niet-monotone integrator
De Riemann-Stieltjes-integraal kan behalve voor monotoon niet-dalende integrators ook nog zinvol gedefinieerd worden voor integrators van begrensde variatie op het integratie-interval. Functies van begrensde variatie zijn het verschil van twee monotoon niet-dalende functies. Een integrator {\displaystyle h} van begrensde variatie op {\displaystyle [a,b]}, kan dus geschreven worden als {\displaystyle h=h_{1}-h_{2}}, met {\displaystyle h_{1}} en {\displaystyle h_{2}} monotoon niet-dalend. Als een functie {\displaystyle f} Riemann-Stieltjes-integreerbaar is op {\displaystyle [a,b]} ten opzichte van zowel {\displaystyle h_{1}} als {\displaystyle h_{2},} wordt de Riemann-Stieltjes-integraal ten opzichte van {\displaystyle h} gedefinieerd als:
{\displaystyle \int _{a}^{b}\!\!f(x)\,\mathrm {d} h(x)=\int _{a}^{b}\!\!f(x)\mathrm {d} h_{1}(x)-\int _{a}^{b}\!\!f(x)\mathrm {d} h_{2}(x).}